# Вейналдюм
Вейналдюм (нід. Wijnaldum, нід. вимова: [ʋɛiˈnɑldʏm]) — село в нідерландській провінції Фрисландія, на узбережжі Вадденського моря. Входить до муніципалітету Гарлінген.
Його площа становить 5,78км², а населення станом на 2021 рік складало 470 осіб.

## Галерея

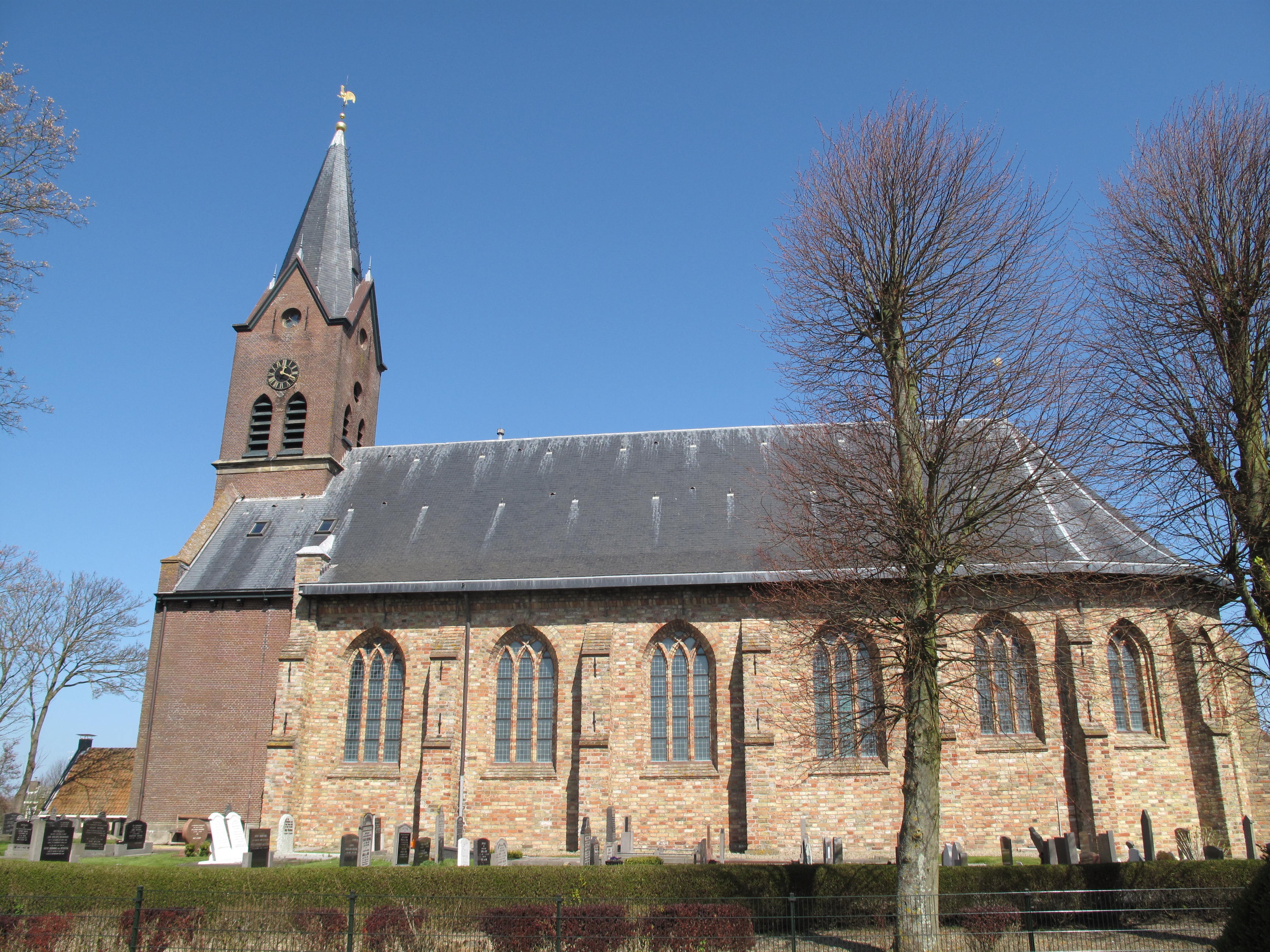
Церква у Вейналдюмі
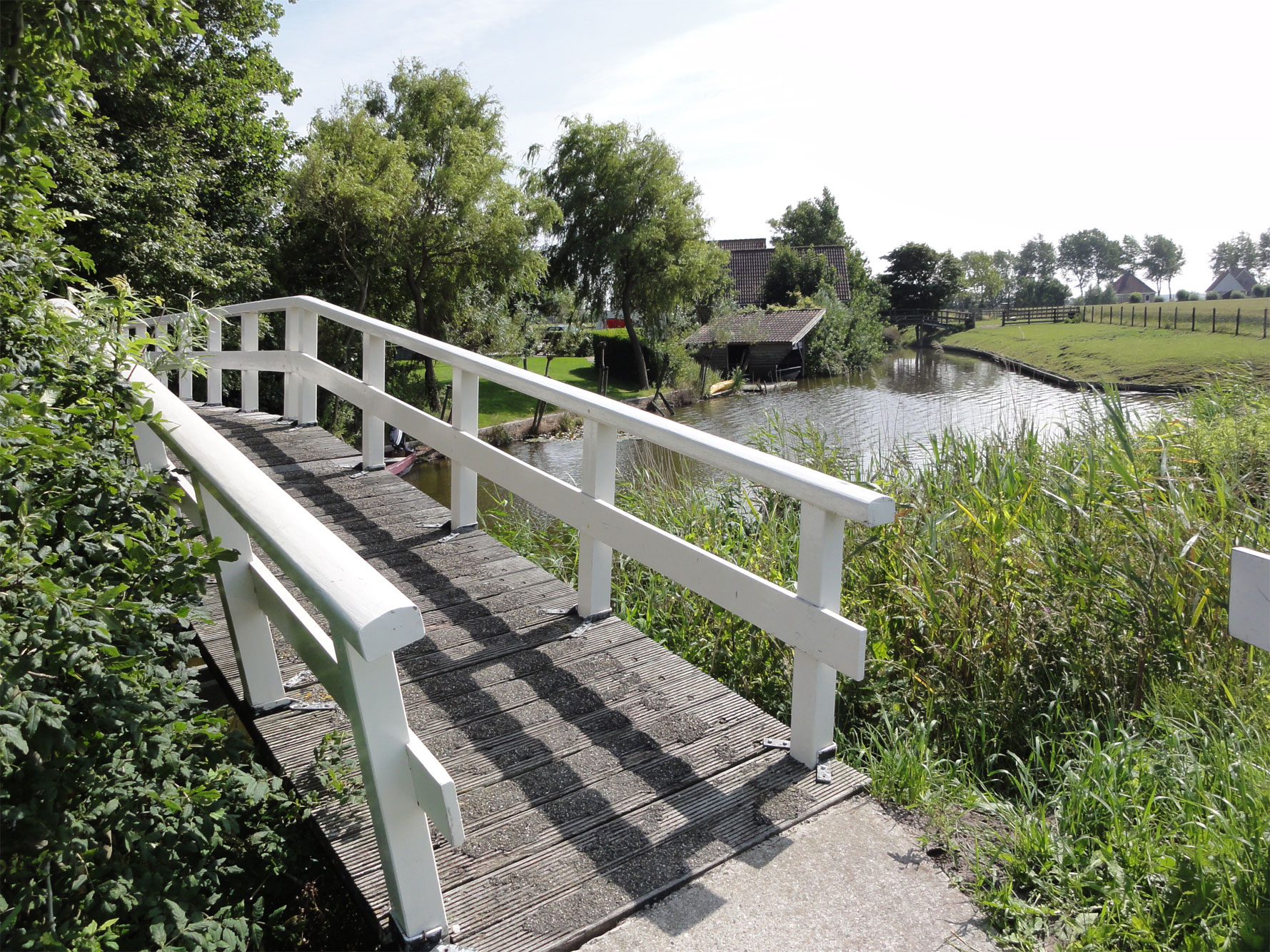
Місток у селі
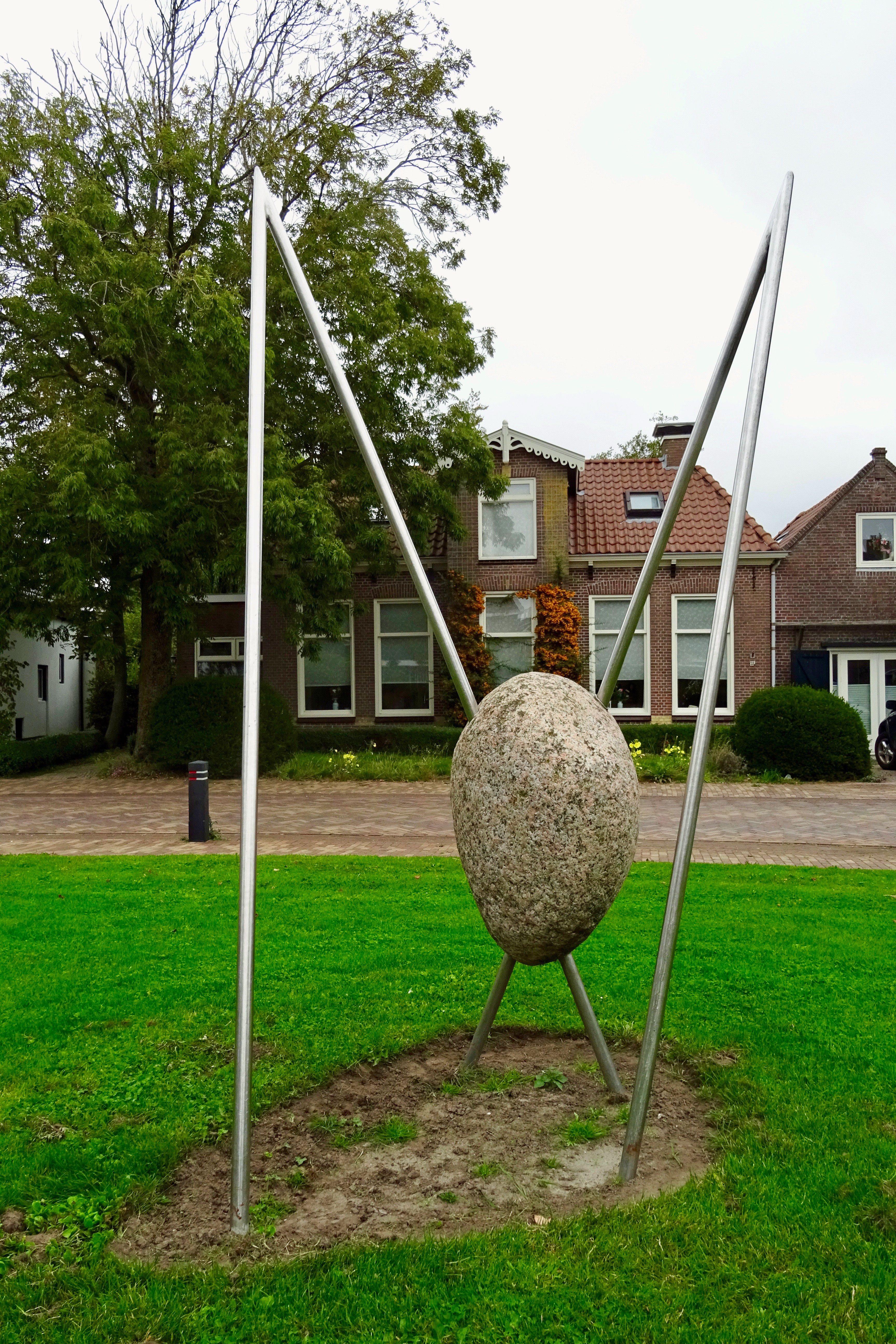
Арт-об'єкт у Вейналдюмі